# Philipp Kuwert
Philipp Kuwert (* 1. Juli 1969 in Essen) ist ein deutscher Arzt, Psychotherapeut, Sachbuchautor und Hochschullehrer.

## Leben und Wirken
Philipp Kuwert machte im Mai 1988 am Katholischen Gymnasium Leoninum in Handrup sein Abitur. Anschließend leistete er seinen Zivildienst und studierte von 1990 bis 1997 Humanmedizin an der Philipps-Universität Marburg und der University of Pretoria in Südafrika. 1998 promovierte Kuwert zu einem internistischen, humanexperimentellen Thema. Von 1998 bis 2001 arbeitete er als Arzt im Praktikum und als Assistenzarzt am Zentrum für soziale Psychiatrie Kurhessen in der Klinik für Psychiatrie und Psychotherapie. Nach einer Elternzeit folgte von 2002 bis 2005 eine Tätigkeit als Wissenschaftlicher Assistent an der Klinik für Psychiatrie und Psychotherapie der Ernst-Moritz-Arndt-Universität Greifswald im Klinikum der Hansestadt Stralsund. 2004 machte Kuwert seinen Facharzt für Psychiatrie und Psychotherapie und ab 2006 arbeitete er als Oberarzt. Im Jahr 2010 schloss er seine Habilitation ab und wurde zum Privatdozenten ernannt. 2014 wurde Philipp Kuwert Facharzt für Psychosomatische Medizin und Psychotherapie und 2016 Chefarzt der neu gegründeten Klinik für Psychosomatische Medizin und Psychotherapie am Helios Hanseklinikum Stralsund. Die Ernennung zum außerplanmäßigen Professor an der Universität Greifswald erfolgte 2017. Seit 2018 hat er die ärztliche Zusatzbezeichnung Psychoanalyse. Seit 2019 ist er als Psychoanalytiker, Gruppenanalytiker, Organisationsberater und Executive Coach niedergelassen. 2022 wurde er als ordentliches Mitglied in die Group Analytic Society International (GASI) aufgenommen.

## Preise und Auszeichnungen
- 2009 Forschungspreis der Deutschsprachigen Gesellschaft für Psychotraumatologie (DeGPT)

## Schriften (Auswahl)
- mit Svenja Eichhorn: Das Geheimnis unserer Großmütter. Eine empirische Studie über sexualisierte Kriegsgewalt um 1945. Psychosozial-Verlag, 2011, ISBN 978-3-8379-2131-1.
- mit Michael Meyer zum Wischen: Jacques Lacan. Eine Einführung für die therapeutische Praxis. Kohlhammer, Stuttgart, 2017, ISBN 978-3-17-032061-1.